# Markgraf farkasfalka
A Markgraf farkasfalka a Kriegsmarine tengeralattjárókból álló második világháborús támadóegysége volt, amely összehangoltan tevékenykedett 1941. augusztus 27. és 1941. szeptember 16. között az Atlanti-óceán északi részén, főleg Izlandtól délre és nyugatra. A Markgraf (Őrgróf) farkasfalka 15 búvárhajóból állt, amelyek 17 hajót elsüllyesztettek, négyet megrongáltak. Ezek összesített vízkiszorítása 78 368 brt volt. Két tengeralattjáró, az U–207 és az U–501 elpusztult.
Az U–501-et szeptember 10-én a Dánia-szorosban a kanadai haditengerészet két korvettje, az HMCS Chambly és a HMCS Moosejaw semmisítette meg. Az U–207-et másnap, szintén a Dánia-szorosban pusztította el a Brit Királyi Haditengerészet két rombolója, az HMS Leamington és az HMS Veteran. Az U–501 legénységéből 11-en meghaltak, 37-en túlélték a támadást, míg az U–207 valamennyi tengerésze, 41 ember életét vesztette.

## A farkasfalka tengeralattjárói
| A hajó száma | Parancsnoka            | Részvétel kezdete   | Részvétel vége       |
| ------------ | ---------------------- | ------------------- | -------------------- |
| U–38         | Heinrich Schuch        | 1941. augusztus 27. | 1941. szeptember 3.  |
| U–43         | Wolfgang Lüth          | 1941. augusztus 27. | 1941. szeptember 12. |
| U–81         | Friedrich Guggenberger | 1941. szeptember 1. | 1941. szeptember 11. |
| U–82         | Siegfried Rollmann     | 1941. augusztus 27. | 1941. szeptember 16. |
| U–84         | Horst Uphoff           | 1941. augusztus 27. | 1941. szeptember 13. |
| U–85         | Eberhard Greger        | 1941. szeptember 1. | 1941. szeptember 11. |
| U–105        | Georg Schewe           | 1941. augusztus 27. | 1941. szeptember 11. |
| U–202        | Hans-Heinz Linder      | 1941. augusztus 27. | 1941. szeptember 11. |
| U–207        | Fritz Meyer            | 1941. augusztus 27. | 1941. szeptember 11. |
| U–373        | Paul-Karl Loeser       | 1941. szeptember 8. | 1941. szeptember 15. |
| U–432        | Heinz-Otto Schultze    | 1941. augusztus 28. | 1941. szeptember 14. |
| U–433        | Hans Ey                | 1941. augusztus 28. | 1941. szeptember 16. |
| U–501        | Hugo Förster           | 1941. augusztus 27. | 1941. szeptember 10. |
| U–569        | Hans-Peter Hinsch      | 1941. augusztus 27. | 1941. szeptember 16. |
| U–652        | Georg-Werner Fraatz    | 1941. augusztus 27. | 1941. szeptember 16. |

## Elsüllyesztett és megrongált hajók
| Dátum                | A búvárhajó száma | A hajó neve       | Nemzetisége        | Vízkiszorítása | Konvoj |
| -------------------- | ----------------- | ----------------- | ------------------ | -------------- | ------ |
| 1941. augusztus 27.  | U–202             | Ladylove          | Egyesült Királyság | 230            |        |
| 1941. szeptember 5.  | U–501             | Einvik            | Norvégia           | 2000           | SC–42  |
| 1941. szeptember 9.  | U–81              | Empire Springbuck | Egyesült Királyság | 5591           | SC–42  |
| 1941. szeptember 10. | U–652             | Baron Pentland*   | Egyesült Királyság | 3410           | SC–42  |
| 1941. szeptember 10. | U–82              | Empire Hudson     | Egyesült Királyság | 7465           | SC–42  |
| 1941. szeptember 10. | U–432             | Muneric           | Egyesült Királyság | 5229           | SC–42  |
| 1941. szeptember 10. | U–81              | Sally Mærsk       | Egyesült Királyság | 3252           | SC–42  |
| 1941. szeptember 10. | U–432             | Stargard          | Norvégia           | 1113           | SC–42  |
| 1941. szeptember 10. | U–652             | Tachee*           | Egyesült Királyság | 6508           | SC–42  |
| 1941. szeptember 10. | U–85              | Thistleglen       | Egyesült Királyság | 4748           | SC–42  |
| 1941. szeptember 10. | U–432             | Winterswijk       | Hollandia          | 3205           | SC–42  |
| 1941. szeptember 11. | U–207             | Berury            | Egyesült Királyság | 4924           | SC–42  |
| 1941. szeptember 11. | U–433             | Bestum*           | Norvégia           | 2215           | SC–42  |
| 1941. szeptember 11. | U–82              | Bulysses          | Egyesült Királyság | 7519           | SC–42  |
| 1941. szeptember 11. | U–82              | Empire Crossbill  | Egyesült Királyság | 5463           | SC–42  |
| 1941. szeptember 11. | U–432             | Garm              | Svédország         | 1230           | SC–42  |
| 1941. szeptember 11. | U–282             | Gypsum Queen      | Egyesült Királyság | 3915           | SC–42  |
| 1941. szeptember 11. | U–105             | Montana           | Panama             | 1549           |        |
| 1941. szeptember 11. | U–82              | Scania*           | Svédország         | 1999           | SC–42  |
| 1941. szeptember 11. | U–202             | Scania            | Svédország         | 1999           | SC–42  |
| 1941. szeptember 11. | U–207             | Stonepool         | Egyesült Királyság | 4803           | SC–42  |

* A hajó nem süllyedt el, csak megrongálódott